# Volčja Draga
Volčja Draga – wieś w Słowenii, w gminie Renče-Vogrsko. W 2018 roku liczyła 685 mieszkańców.